# Hogna albemarlensis
Hogna albemarlensis là một loài nhện trong họ Lycosidae.
Loài này thuộc chi Hogna. Hogna albemarlensis được Richard C. Banks miêu tả năm 1902.